# Dos Caras
Jose Luis Rodriguez (San Luis Potosí, 21 de fevereiro de 1951) é um Luchador de wrestling profissional mexicano, o qual é mais conhecido pelo seu ring name Dos Caras. Caras foi um dos principais lutadores mexicanos durante as décadas de 70 e 80, e obteve destaque na divisão de pesos-pesados, sendo por três vezes campeão da Universal Wrestling Alliance. Por isso, ele recebe a alcunha de "o maior lutador peso-pesado vindo do México". É pai do também lutador Alberto Del Rio e irmão de Mil Máscaras.